# Sowjetischer Eishockeypokal 1974
Die Saison 1974 war die 16. Austragung des sowjetischen Eishockeypokals. Pokalsieger wurde zum zweiten Mal Krylja Sowetow Moskau. Bester Torschütze des Turniers war Walentin Gurejew von Spartak Moskau mit sechs Toren.

## Teilnehmer
| Teams der höchsten Spielklasse: | Teams der zweithöchsten Spielklasse: | Teams der dritthöchsten Spielklasse:                                                                                         | Weitere Teams:                                         |
| --- | --- | --- | ------------------------------------------------------ |
| - Torpedo Gorki - SKA Leningrad - Dynamo Moskau - Krylja Sowetow Moskau - Spartak Moskau - ZSKA Moskau - Dinamo Riga - Traktor Tscheljabinsk - Chimik Woskressensk | - Jenbek Alma-Ata - Sokol Kiew - SKA MWO Lipezk - Lokomotive Moskau - Metallurg Nowokusnezk - Sibir Nowosibirsk - Molot Perm - Kristall Saratow - Awtomobilist Swerdlowsk - Salawat Julajew Ufa - Torpedo Ust-Kamenogorsk | - Motor Barnaul - Kristall Elektrostal - Stroitel Karaganda - Torpedo Minsk - Schachtjor Prokopjewsk - Stankostroitel Rjasan | - Latvijas Berzs Riga - Wimpel Minsk - Kreenholm Narva |

## Ergebnisse

### Erste Runde
| Metallurg Nowokusnezk   | 4:2 | Wimpel Minsk         |
| Molot Perm              | 6:3 | Latvijas Berzs Riga  |
| Torpedo Minsk           | 6:4 | Kristall Elektrostal |
| Stroitel Karaganda      | 8:5 | Motor Barnaul        |
| Torpedo Ust-Kamenogorsk | 5:4 | Jenbek Alma-Ata      |

### Zweite Runde
| Dinamo Riga             | 10:6 | Stroitel Karaganda     |
| Sibir Nowosibirsk       | 9:4  | Schachtjor Prokopjewsk |
| Salawat Julajew Ufa     | 7:2  | Metallurg Nowokusnezk  |
| Kristall Saratow        | 9:2  | Kreenholm Narva        |
| Stankostroitel Rjasan   | 8:3  | Sokol Kiew             |
| Torpedo Ust-Kamenogorsk | 5:3  | SKA MWO Lipezk         |
| Awtomobilist Swerdlowsk | 4:3  | Molot Perm             |
| Torpedo Minsk           | 5:4  | Lokomotive Moskau      |

### Achtelfinale
| ZSKA Moskau           | 8:3       | Salawat Julajew Ufa     |
| Chimik Woskressensk   | 5:3       | Sibir Nowosibirsk       |
| SKA Leningrad         | 4:6       | Kristall Saratow        |
| Krylja Sowetow Moskau | (W)       | Torpedo Minsk           |
| Dynamo Moskau         | 5:1       | Dinamo Riga             |
| Traktor Tscheljabinsk | 5:3 n. V. | Stankostroitel Rjasan   |
| Torpedo Gorki         | 4:8       | Awtomobilist Swerdlowsk |
| Spartak Moskau        | 10:6      | Torpedo Ust-Kamenogorsk |

### Viertelfinale
| ZSKA Moskau             | 3:4  | Chimik Woskressensk   |
| Kristall Saratow        | 4:8  | Krylja Sowetow Moskau |
| Dynamo Moskau           | 5:4  | Traktor Tscheljabinsk |
| Awtomobilist Swerdlowsk | 3:13 | Spartak Moskau        |

### Halbfinale
| Chimik Woskressensk | 1:5 | Krylja Sowetow Moskau |
| Dynamo Moskau       | 4:2 | Spartak Moskau        |

### Finale
| Krylja Sowetow Moskau | 4:3 | Dynamo Moskau |

## Pokalsieger
| Pokalsieger Krylja Sowetow Moskau | Torhüter: Alexander Sidelnikow Verteidiger: Sergei Gluchow, Waleri Kusmin, Wiktor Kusnezow, Igor Lapin, Juri Terjochin, Juri Tjurin, Juri Schatalow Angreifer: Wjatscheslaw Anissin, Alexander Bodunow, Igor Dmitrijew, Sergei Kapustin, Konstantin Klimow, Sergei Kotow, Jewgeni Kucharsch, Juri Lebedew, Wladimir Rasko, Wladimir Repnjow Cheftrainer: Boris Kulagin |